# Ангостура (растение)
Ангостура (лат. Angostura) — род деревянистых растений семейства  Рутовые (Rutaceae).
Ареал находится в Южной Америке, пролегая по территории Боливии, Колумбии, Венесуэлы и Бразилии. 

## Виды
По информации базы данных The Plant List, род включает 21 вид:
- Angostura alipes Kallunki
- Angostura bracteata (Nees & Mart.) Kallunki
- Angostura candolleana (A.St.-Hil.) Albuq.
- Angostura cuneifolia (A.St.-Hil. ex DC.) Albuq.
- Angostura engleriana (Taub.) Albuq.
- Angostura glazioviana (Taub.) Albuq.
- Angostura granulosa (Kallunki) Kallunki
- Angostura kunorum McPherson
- Angostura longiflora (K.Krause) Kallunki
- Angostura magdalenensis (Cuatrec.) Albuq.
- Angostura martiana (A.St.-Hil.) Albuq.
- Angostura nodosa (Engl.) Albuq.
- Angostura ossana (DC.) Beurton
- Angostura pilocarpoidia (Rusby) Albuq.
- Angostura quinquefolia Kallunki
- Angostura resinosa (Nees & Mart.) Gereau
- Angostura simplex Kallunki
- Angostura tapajozensis (Ducke) Albuq.
- Angostura taubertiana Rizzini
- Angostura trifoliata (Willd.) T.S.Elias — Ангостуровое дерево, или Ангостура трёхлистная, или Галипея лекарственная
- Angostura undulata (Hemsl.) Albuq.

## Значение
Кора этих растений иногда используется в качестве лекарственного сырья и для приготовления настоек. 
Кора ангостурового дерева (Angostura trifoliata ) входит в состав популярного в Венесуэле биттера «Ангостура», названого в честь города в Венесуэле.
Ангостура упоминается в сказке финской писательницы Туве Янссон «Муми-тролль и комета»: «Ядовитый куст опасной разновидности Angostura вцепился в хвост маленькой фрёкен Снорк и медленно подтаскивал её к себе своими живыми руками, а она пищала, визжала и упиралась изо всех сил».